# Константин Григориев
Константин Владимирович Григориев е български режисьор и сценарист на научнопопулярни филми от руско-български произход.

## Биография
Роден е в град Брезник на 31 юли 1927 г. Майка му Първана Забунова е българка от Брезник. Баща му Владимир Григориев е белогвардеец от Петроград, дворянин, есер, агроном с диплома от Петровско-Разумовската земеделска и лесовъдна академия (после Тимирязевски институт / академия / университет) в Москва, преподавател в Агрономическия факултет (днешен Биологически факултет) на Софийския университет.
Завършва Първоначалното училище в Костинброд, Брезнишкото училище и Велковското училище, където баща му е назначен за кмет. През 1939 г. е записан в Минната прогимназия в Перник, след като баща му е поканен за агроном към Мини „Перник“. Завършва средното си образование в Смесена гимназия „Васил Левски“ в Брезник и продължава като студент в Държавна политехника, където завършва специалност „Архитектура“ през 1949 г. В края на 1949 г. се жени за Олга Волкова (баща ѝ също е белогвардеец), синът им Петър се ражда на 25 февруари 1951 г. Константин Григориев завършва Държавното полувисше училище за кинематография и фототехника през 1951 г. Постъпва в Студия за научно-популярни филми.
До 1954 г. заснема 5 ленти в България. От 1955 до 1965 г. живее в СССР, където се завръщат баща му, тъстът и тъщата. Още от границата принудително са пратени на целините, където Константин работи като комбайнер, техник, кантарджия. В края на 1955 и през 1956 г. работи в Северокавказката киностудия във Владикавказ; от 1957 до 1964 г. е в Ленинград, където се мести при роднините на баща си.
От 1965 г. отново е в България. Работи в Студия за научно-популярни филми „Време“.
Има общо над 130 научнопопулярни филма (на някои е асистент-режисьор). Половината от тях са посветени на природата и животните. Една част от филмите на Константин Григориев се пазят в Киностудия „Време“, друга – в Българската национална филмотека, а дванадесет от заглавията се съхраняват в Световната филмотека в Париж и Брюксел като шедьоври на световното кино. Автор е на две книги – „Моите крилати, рогати, опашати герои“ (2010) и автобиографичната „Пясъчният часовник на моя живот“ (2016). Редица разработки и прийоми при снимането са негов патент.
Дългогодишен член на Международната асоциация на научното кино (МАНК).
През 1982 г. се жени за звукооформителката в същата студия Румяна Тодорова, озвучила повечето му творби оттогава.
В началото на 1990-те години печели конкурс на Американската паркова служба за създаване на филмова лента за Витоша. Той заснема двата филма „Тайните на Витоша“ (1993) и „Национален парк Витоша“ (1994), които се използват за прожекция от „Нешънъл Джиографик“.
Удостоен е с почетното звание „Заслужил артист“, отменено с указ на Държавния съвет на НРБ от 30 декември 1987 г.
Личният му архив се съхранява във фонд 1194 в Държавен архив – Перник. Той се състои от 102 архивни единици от периода 1937 – 2017 г.

## Награди
- 1960 – „Телевизията в цвят“, звание Лауреат на Ломоносовска награда, СССР; награда на МАНК Рабат-60
- 1960 – „Горски гласове“, отличие на Кметството на Сан Франциско-60
- 1969 – „Усмивки на природата“, Диплома за най-добър филм, Сан Себастиан-69, Диплома за изключително техническо постижение, Калкута-70, I награда за операторска работа, Велинград-70
- 1969 – „Свещеният бръмбар“, награда „Сребърна верига“, Мадрид-71
- 1970 – „Еднобрачие и хареми“, 3-та награда, Велинград-70
- 1970 – „Организационна техника в управлението“, награда от Международния преглед за техфилми в София-71 и Габрово-72, награда на профсъюзите на Варненския фестивал-71
- 1971 – „Прилепи“, Най-добър късометражен филм, Варна-72, награда на МАНК в Мадрид-72; най-добър н.п. филм, Велинград-72, I награда от Фестивала за спелеоложки филми, Оломоуц-73
- 1972 – „Антични теракоти“, най-добър н.п. филм, Велинград-73
- 1973 – „Живот над покривите“, награда на МАНК, Варна-73, I награда в Лодз, Полша, 74
- 1974 – „Нашите крилати съседи“, награди на МАНК и на обществеността, Мишколц-74 и за н.п.филм, Велинград-74
- 1975 – „Стрели над водата“, Първата Голямата награда „Златен тракийски ритон“, Пловдив-75. Награди на: МАНК, Айдховен-75; за най-добър н.п. филм, Велинград-75; за най-добър н.п.филм на годината на Съюза на българските филмови дейци, София-75; най-добър н.п. филм, Уеска-77, Испания; I награда „Голямата ваза“, Пекин-87
- 1977 – „Насекоми-музиканти“. Награди: МАНК, Кайро-78; най-добър н.п.филм, Пловдив-78; „Сребърен дракон“, Краков-78 г.
- 1978 – „Електронна графика“. Награди: МАНК, Токио-79; Гран При, Оломоуц-79; най-добър н.п.филм, Пловдив-79; златен медал от Прегледа на техн.филми, Благоевград-79; награда от Межд. фестивал на техфилми, София-80
- 1979 – „Тези чудесни опашки“, най-добър н.п.филм, Пловдив-80, награда на МАНК, Кьолн-80
- 1979 – „Турнирите“, 2-ра награда „Китайска ваза, Пекин-87
- 1981 – „Откровенията на Землънския зограф“, награда на МАНК, Йена-82
- 1981 – „Племето на твърдокрилите, награда на Съюза на българските филмови дейци за най-добър н.п.филм на годината, 1982
- 1983 – „Птици-присмехулници“, награда на Съюза на българските филмови дейци за най-добър н.п.филм на годината, 1985
- 1986 – „Живата пустиня“, Сребърен тракийски ритон, Пловдив-87; наградата на МАНК, Пардубице-88
- 1988 – „Растения, създадени от човека“, медал от Прегледа на н.п.филми, Сливен-88

## Филмография
Режисьор на всички творби и сценарист (сцен.) на повечето:
В България (след 1965)
- Потомци на белите, 2000, сцен.
- Последното пътуване на Ноевия ковчег (4 филма), 1995 – 96, сцен.
- Народен парк Витоша, 1994, сцен.
- Тайните на Витоша, 1993, сцен.
- Девин, 1992, сцен.
- Пролетни гласове, 1991, сцен.
- Големият риф загива, 1991, сцен.
- Ода за блатото, 1990, сцен.
- Портрет на жабче, 1990
- И сътвори човек човека (трилогия), 1989, сцен.:
  - филм първи „Раждането на човешкото тяло в изкуството“
  - филм втори „Възраждането на човешкото тяло в изкуството“
  - филм трети „Преражданията на човешкото тяло в изкуството“
- Растения, създадени от човека, 1988
- Ние пълзящите, 1988, сцен.
- Ние живеем сред езичници, 1988, сцен.
- Видения в глина, 1988, сцен.
- Човек създава организма, 1988
- Човек създава гени, 1988
- Автолампи, 1988
- Автоматизация и роботизация на подготвително-разкройните процеси, 1987
- Пустинята Каракум, 1987, сцен.
- Градът на Насрадин, 1987, сцен.
- Невски мотиви, 1986, сцен.
- Живата пустиня, 1986, сцен.
- От града идва чиста вода, 1985, сцен.
- Папагалите, 1985, сцен.
- Птици – присмехулници, 1985, сцен.
- Движение по автомагистрала, 1984, сцен.
- Преминаване през жп прелез, 1984, сцен.
- Етюд за Ленинград, 1984, сцен.
- Котаракът Юли, 1983
- Домашният тигър, 1983, сцен.
- Внимание, богомолка!, 1982
- От куклата до компютъра, 1982, съавтор
- Електронен век – електронна музика, 1982, сцен.
- Племето на твърдокрилите, 1981, сцен.
- Благородният, 1981, сцен.
- Откровенията на Землънския зограф, 1981, сцен.
- Езика на знаците, 1980, сцен.
- Балада за коня, 1980, сцен.
- Летопис за Иван Асен Втори, 1980, сцен.
- Турнирите, 1979, сцен.
- Тези чудесни опашки, 1979, сцен.
- Електронна графика, 1978
- Похвално слово за хората и книгите, 1978, сцен.
- Насекоми-музиканти, 1977, сцен.
- Живот и багри, 1977
- Вино от България, 1976, сцен.
- Долината на черешите, 1976, сцен.
- Гъбите, 1976, сцен.
- Копринената нишка, 1975, сцен.
- Стрели над водата, 1975, сцен.
- Нашите крилати съседи, 1974, сцен.
- Живот над покривите, 1973, сцен.
- Древните градове край Понт, 1973, сцен.
- Антични теракоти, 1972, сцен.
- Прилепи, 1971, сцен.
- Острови сред Дунава, 1971
- Организационната техника в управлението, 1970
- Еднобрачие и хареми, 1970, сцен.
- Обичам да играя, 1970
- Свещеният бръмбар, 1969, сцен.
- Усмивки на природата, 1969, сцен.
- Естествено и синтетично, 1969, сцен.
- НР България, 1968, сцен.
- Земни пирамиди, 1968, сцен.
- Капитаните на малкия флот, 1968
- Тържеството на една легенда, 1968, сцен.
- Отечествена война, 1967
- Среща с морето, 1967, сцен.
- Троянският манастир, 1967
- Шумът, 1966
- Първи стъпки, 1966, сцен.
- Зов на Любовта, 1965, сцен.

В СССР, Ленинград
- Водорасли, 1964
- Тук свършва морето, 1964, сцен.
- Хидротурбина, 1963
- Ракообразните, 1963
- Крачки на живота, 1962
- Листопад, 1961
- Кой нос е по-добър? 1961
- Километри от капка, 1961
- Възрастта на нашата планета, 1961
- Горски гласове, 1960
- Телевизията в цвят, 1960
- Внимание, метеори!, 1959
- Много в малкото, 1959
- Микроелементи в селското стопанство, 1958
- Газова турбина, 1957

В СССР, Владикавказ
- Как жънат ставрополците, 1956
- Скъпоценни зърна, 1956
- 32 филма-хроники „Северен Кавказ“, 1955 – 56

В България (до 1955)
- Два филма за киножурнала „Наука и техника“, 1952 – 55, сцен.
- Нашите гъби, 1954
- Противопожарна защита, 1954
- Творчеството на Христо Станчев (1952) – дипломна работа, сцен.